# Adolfo Porry Pastorel
Adolfo Porry-Pastorel (Vittorio Veneto, 1º gennaio 1888 – Roma, 1º aprile 1960) è stato un fotoreporter italiano.

## Biografia
Fotografo e artista, è considerato il padre del fotogiornalismo italiano e il precursore dei paparazzi, sempre in bilico tra caccia allo scoop e dovere di cronaca.  Il padre, ufficiale dei bersaglieri di origine anglo-francese, alla fine dell'Ottocento si trasferisce a Roma. Nella capitale Porry-Pastorel svolge la sua formazione e la sua carriera. Il direttore del quotidiano «Il Messaggero», Ottorino Raimondi, nel 1906 lo indirizza dapprima verso esperienze tipografiche, quindi lo ingaggia come fotografo nel nuovo giornale «Vita» e poi nel «Giornale d'Italia».
Nel 1908 fonda l'Agenzia VEDO, acronimo di «Visioni Editoriali Diffuse Ovunque». Inizia così una carriera fulminante, che lo porterà a divenire il maggior testimone della vita romana e nazionale dagli anni 1910 sino al primo dopoguerra, compreso il processo Matteotti. 
Fu autore degli scatti che immortalavano i divi e la borghesia dell'epoca, ma anche di foto divenute celebri e specchio del proprio tempo. Come la serie di Benito Mussolini durante la raccolta del grano, alle prese con le grandi parate, come nell'intimità della propria casa. Il suo stile non lo porta mai a realizzare foto ufficiali, ma a riprendere il "dietro le quinte" e le situazioni più spontanee e imprevedibili. 
Nel 1928 partecipa con le sue fotografie artistiche alla XVI Esposizione internazionale d'arte di Venezia. 
Nel 1937 attrezza un grosso furgone a camera oscura mobile per potersi recare sul luogo degli avvenimenti e sviluppare immediatamente il materiale per i giornali. Con questa soluzione riesce a battere sul tempo persino gli operatori dell'Istituto Luce, ente ufficiale per la propaganda di regime. 
Nel dopoguerra abbandona la professione e si trasferisce sui a Castel San Pietro Romano. Fu sindaco del piccolo borgo sui monti Prenestini dal 1952 fino alla sua scomparsa, avvenuta il 1º aprile 1960.
Il fotoreporter Tazio Secchiaroli fu un suo allievo.

## Scatti celebri

Arresto di Mussolini durante un comizio

## Mostre ed eventi
Esposizioni fotografiche ed eventi legati all'autore:
- XLVI Esposizione internazionale d'arte di Venezia, esposizione fotografica (1995)
- Adolfo Porry-Pastorel –L’altro sguardo. Nascita del fotogiornalismo in Italia, mostra monografica presso Palazzo Braschi, Roma (2021)[2]